# Ерик Сейдел
Ерик Сейдел е американски покер играч.
Той е професионалист в покера, сред най-успешните играчи в Световните покер серии (WSOP), от които взима общо 8 гривни.
През 2010 г. е включен като член в Покер залата на славата (Poker Hall of Fame).

## Биография
Роден е на 6 ноември 1959 г. в Ню Йорк. Преди да започне покер кариерата си, Ерик Сейдел е професионален играч по табла и в продължение на 8 години редовно участва в турнири в нюйоркския клуб Mayfair, където е играл заедно със Стю Унгар, Джей Хеимовитц, Мики Епълман, Хауърд Ледерер, Джейсън Лестър, Стийв Золотов, Пол Магрил и Дан Харингтън. След това започва да търгува с акции на Уолстрийт, като впоследствие играта на покер му става хоби. В средата на 1980-те години се премества да живее в Лас Вегас, за да се занимава сериозно с покер.

## Покер кариера
През 1988 г. Ерик Сейдел дебютира в основното събитие на Световните покер серии, заемайки 2-ро място. Знаменитото финално раздаване е увековечено във филма „Комарджии“ с участието на Мат Деймън.
През 1992 г. Сейдел печели първата си гривна в WSOP. Тогава става победител в безлимитния Тексас Холдем турнир с бай-ин от $2000, като си набавя $170 000.
През 1993 г. с бай-ин от $2500 в категория Omaha Hi/Lo Ерик Сейдел печели втората си гривна в Световните покер серии.
През 1994 г. печели третата си гривна в турнир на Тексас Холдем с бай-ин от $5000 и така добавя допълнителни $200 000 към печалбите си от турнирите.
През 1998 г. Сейдел прибавя нова четвърта гривна от Световните покер серии в категория „Deuce to Seven Draw“ и печели $130 000.
През 2001 г. Ерик Сейдел си извоюва петата гривна към наградите си в турнир по безлимитен Тексас Холдем с бай-ин от $3000 и прибавя $400 000 към покер наградите си.
През 2003 г. спечелва поредната шеста гривна в Омаха Пот Лимит турнир, в който бай-инът е в размер на $1500.
През 2005 г. Сейдел взима седма гривна в турнир по безлимитен холдем с бай-ин от $2000 и така печели над $600 000.
През 2007 г. прибавя и последната осма гривна към колекцията си, като печели над $530 000. Така той заедно с Фил Айви споделя 5-о място в списъка на притежателите на най-много гривни в историята на WSOP.
2008 г. отново е печеливша за играча – тогава той заема 2-ро място в основното събитие в австралийския покер шампионат „Австралийски милиони“ (Aussie Millions) и печели $1 000 000. През същата година Ерик Сейдел печели първата си шампионска титла в Световния покер тур (WPT) и взима $993 000 в турнира Foxwoods Poker Classic.

## 2011 – най-успешната година
2011 г. е изключително печеливша за играча. Тогава от всички изиграни турнири през годината той печели над 6,2 млн. долара.
- През януари Сейдел финишира четвърти в събитието PokerStars Caribbean Adventure High Roller и си осигурява допълнителни $295 960. По-късно през същия месец заема трето място в турнира „Австралийски милиони“ с бай-ин $100 000 и тогава печели $618 139. Едва 5 дни по-късно Ерик Сейдел взима огромната сума от $2 472 555, когато спечелва събитието Super High Roller в същия турнир.
- През февруари той печели $144 570 в High Roller Event в LA Poker Classic.
- През март Сейдел печели National Heads-Up Poker Championship, побеждавайки Крис Мънимейкър на финала, като взима наградата от $750 000.
- През април играчът е на косъм от спечелването на втората си титла в Световния покер тур (WTP), класирайки се втори с награда от $155 103.
- През май Сейдел печели $100 000 Super High Roller събитието от шампионата на Световния покер тур, като взима наградата от $1 092 780, побеждавайки на финала Ерик Линдгрен – негов колега, с когото са членове в отбора на Full Tilt.
- През август Сейдел завършва втори след Дейвид Рийм с бай-ин от $20 000 в 6-Max No Limit Hold'em турнир на Epic Poker League, взимайки $604 330.

Общата стойност на печалбите на Ерик Сейдел от турнири на живо до 2011 г. включително възлиза на $16 600 000, от които $4 352 051 са спечелени на Световните покер серии.